# Mina Markovič

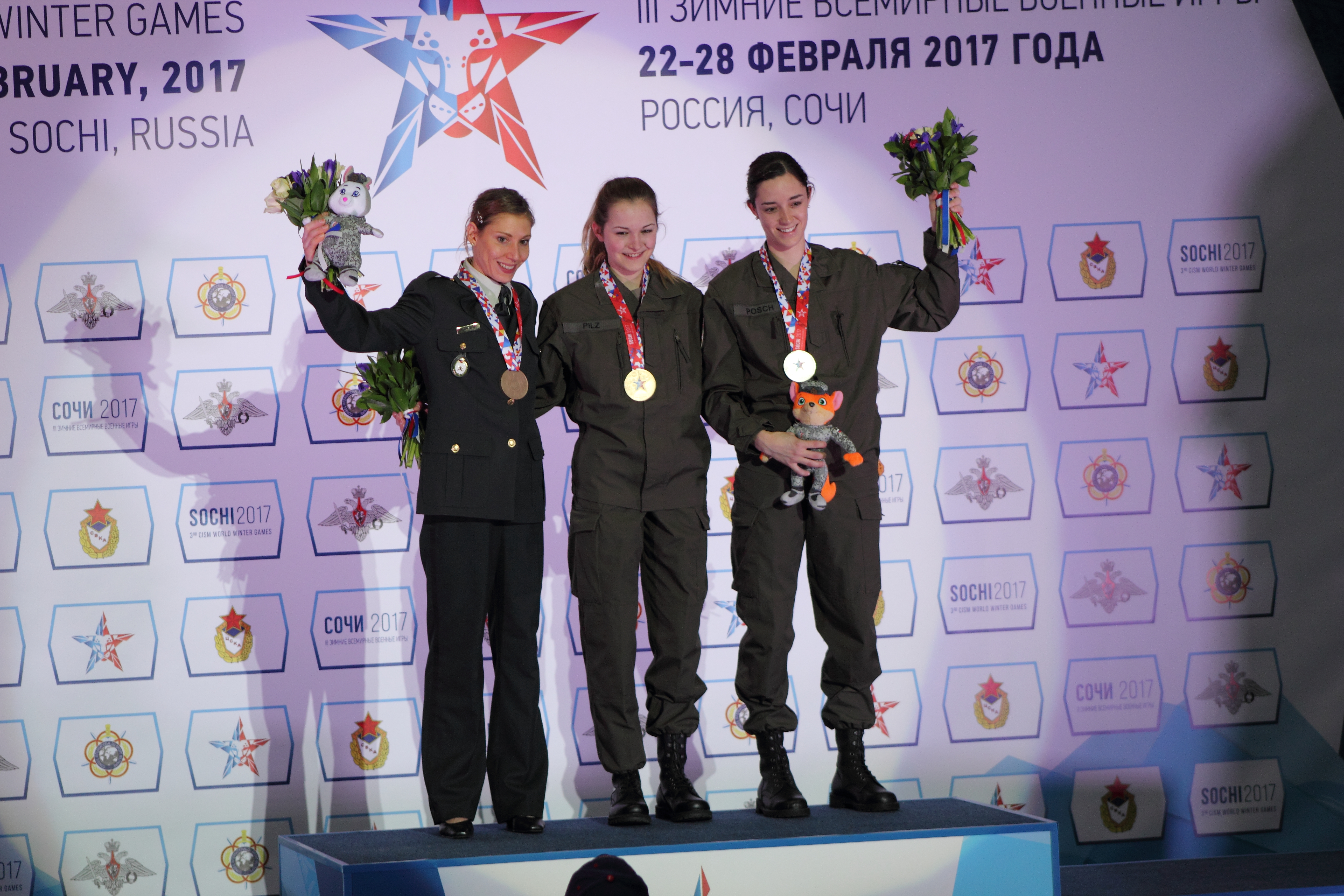
Soczi 2017. Podium stoją od lewej; Jessica Pilz AUT (2 m.), Katharina Posch AUT (1 m.) oraz Mina Markovič SLO (3 m.)

Mina Markovič (ur. 23 listopada 1987 w Mariborze) – słoweńska wspinaczka sportowa. Specjalizuje się w boulderingu, prowadzeniu oraz we wspinaczce łącznej, wicemistrzyni świata w prowadzeniu z 2014 roku.

## Kariera
Uczestniczka World Games w kolumbijskim Cali w 2013, gdzie zdobyła złoty medal w prowadzeniu.
Wielokrotna medalistka ministrostw świata, Europy oraz światowych wojskowych igrzyskach sportowych.
Uczestniczka, medalistka prestiżowych, elitarnych zawodów wspinaczkowych Rock Master we włoskim Arco. W 2013 podczas 8. edycji Arco Rock Legends otrzymała nagrodę La Sportiva Competition Award..

## Osiągnięcia

### Mistrzostwa świata
| Konkurencje            | 2011 | 2014 | 2016 | 2018 |
| Bouldering             | 12   | 31   | –    | 37   |
| Prowadzenie            | 6    | 2    | –    | 43   |
| Wspinaczka na szybkość | 50   | –    | 3    | –    |
| Wspinaczka łączna      | –    | 3    | –    | –    |

### World Games
| Konkurencje | '2009 | 2017 |
| Prowadzenie | 1     | 7    |

### Zimowe igrzyska wojskowe
| Konkurencje | 2013 | 2017 |
| Bouldering  | 3    | 3    |
| Prowadzenie | 2    | 3    |

### Mistrzostwa Europy
| Konkurencje            | 2008 | 2010 | 2013 | 2015 | 2017 |
| Bouldering             | —    | 7    | 2    | 6    | —    |
| Prowadzenie            | 3    | 4    | 2    | 1    | 2    |
| Wspinaczka na szybkość | —    | 22   | 34   | 32   | 41   |
| Wspinaczka łączna      | —    | —    | —    | —    | —    |

### Rock Master
| Konkurencje | 2009 | 2010 | 2013 | 2016 |
| Prowadzenie | 2    | 7    | 1    | 5    |
| Duel        | –    | –    | –    | 7    |